# Arbor Vitae
Arbor Vitae – miasto w Stanach Zjednoczonych, w stanie Wisconsin, w hrabstwie Vilas.